# جان جی ناکس
جان جی ناکس (انگلیسی: John Jay Knox؛ زاده ۱۹ مارس ۱۸۲۸ درگذشته ۹ فوریهٔ ۱۸۹۲) یک سرمایه دار اهل ایالات متحده آمریکا بود.
جان جی ناکس یک سرمایه دار آمریکایی، متولد ایالت نیویورک بود. او از کالج همیلتون در سال ۱۸۴۹ فارغ‌التحصیل شد و وارد کسب و کار بانکی. همچنین او نقش مؤثری در قانون ضرب سکه سال ۱۸۷۳ ایالات متحده آمریکا داشت.

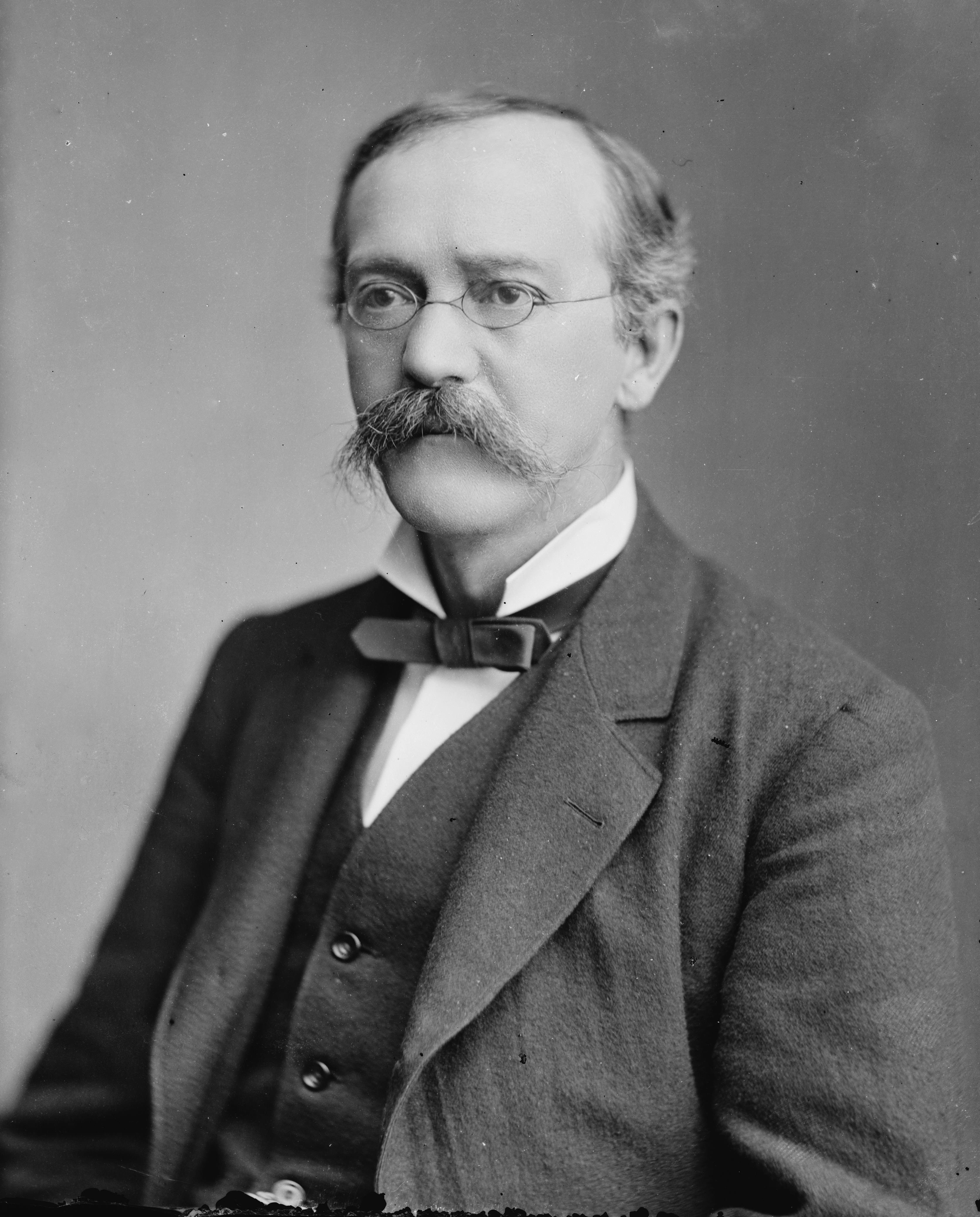
جان جی ناکس، عکس از متیو بریدی